# Flying Virus
Flying Virus (bra: Abelhas, Ataque Mortal; prt: Vírus Devastador) é um filme norte-americano de terror do ano de 2001, coescrito por Jeff Hare e Zani Leo, dirigido por Jeff Hare. Foi filmado em Ubatuba, São Paulo, Brasil. 

## Sinopse
Floresta Amazônica, Brasil. A jornalista Ann Bauer (Gabrielle Anwar) vê a morte de perto, quando alguns tiros são disparados contra ela. No hospital, ela se recupera e promete ir atrás da resposta para o atentado que sofreu. Ela e seu fiel companheiro Raka (Mark Adair-Rios) se embrenham na floresta e se deparam com o "Povo das Sombras", uma misteriosa tribo indígena que poderá ter a resposta para este e vários outros mistérios que começam a surgir. Ann descobre que a tribo desenvolveu uma arma biológica para se proteger de possíveis intrusos e usou abelhas como transmissoras desta poderosa arma química. Enquanto isso, num voo do Brasil para os Estados Unidos, o Dr. Stephen North (David Naughton) leva consigo uma mala carregada com milhares dessas abelhas para realizar pesquisas, sem jamais imaginar o perigo que as aparentemente inocentes abelhas carregam. Então, após um terrível acidente, o terror se instala no ar e sobreviver parece se tornar uma chance muito remota.

## Elenco
- Gabrielle Anwar ... Ann Bauer
- Rutger Hauer ... Ezekial
- Craig Sheffer ... Martin Bauer
- Jason Brooks ... Scotty
- Duncan Regehr ... Savior
- Adam Wyli ... Adam
- David Naughton ... Dr. Stephen North
- Greg Littman ... Rick
- Hunter Bodine ... Rude Passenger
- Lisa Wilhoit ... Sandy
- Mark Adair-Rios ... Raka
- Patrícia Rizzi Bitondi ... Naomi
- Mario Pezini ... Idoso da cidade
- Paulo Vinícius ... Passageiro do avião
- Hercilio Zanin Jr. ... Passageiro do avião
- Maurício Oliveira ... Passageiro do avião
- Roberto Vitorino
- Sérgio Kato ... Soldado
- Roberto Aureliano da Rocha ... Soldado
- Haroldo Nunes Silva ... Soldado
- Alexandre Vital ... Soldado
- Sergio Capezzuto ... Soldado
- Joseph Luca ... Soldado-intérprete
- Nirce Lewin Goyman ... Bonnie
- Flavia Vemaschi Lima ... Enfermeira
- Luís Carlos de Borba Jr. ... Copiloto
- Wagner Gama Nascimento ... Integrante da tribo
- Rodrigo Lombard ... Vigia